# Jesse D. Hampton
Jesse D. Hampton (Galesburg, 28 novembre 1879 – Monterey, 1º giugno 1968) è stato un produttore cinematografico e regista statunitense.
Nel 1918, fondò la casa di produzione Jesse D. Hampton Productions.

## Filmografia

### Produttore
- The Prodigal Liar, regia di Thomas N. Heffron (1919)
- Whitewashed Walls, regia di Park Frame (1919)
- The Mints of Hell, regia di Park Frame (1919)
- The Man Who Turned White, regia di Park Frame (1919)
- The Pagan God, regia di Park Frame (1919)
- For a Woman's Honor, regia di Park Frame (1919)
- Dangerous Waters, regia di Parke Frame e Joseph Franz (come J.J. Franz) (1919)
- A Woman of Pleasure, regia di Wallace Worsley (1919)
- Haunting Shadows, regia di Henry King (1919)
- The Prince and Betty, regia di Robert Thornby (1919)
- The Deadlier Sex, regia di Robert Thornby (1920)
- A Broadway Cowboy, regia di Joseph Franz (1920)
- The Girl in the Web, regia di Robert Thornby (1920)
- Felix O'Day, regia di Robert Thornby (1920)
- Dice of Destiny, regia di Henry King (1920)
- Their Mutual Child, regia di George L. Cox (1921)
- The Spoilers, regia di Lambert Hillyer (1923)

### Regista
- The Drifters (1919)
- What Every Woman Wants (1919)
- The End of the Game, regia di Jesse D. Hampton (1919)